# IC 1823
IC 1823 est une vaste galaxie spirale barrée située dans la constellation du Triangle. Sa vitesse par rapport au fond diffus cosmologique est de (4972 ± 17) km/s, ce qui correspond à une distance de Hubble de 73,3 ± 5,1 Mpc (∼239 millions d'al). IC 1823 a été découverte par l'astronome français Stéphane Javelle en 1898.
La classe de luminosité d'IC 1823 est III et elle présente une large raie HI. En raison d'une brillance de surface égale à 15,06 mag/am2, on peut qualifier IC 1823 de galaxie à faible brillance de surface (LSB en anglais pour low surface brightness). Les galaxies LSB sont des galaxies diffuses (D) avec une brillance de surface inférieure de moins d'une magnitude à celle du ciel nocturne ambiant.

## Groupe de NGC 1060
IC 1823 fait partie d'un groupe de galaxies d'au moins 6 membres, le groupe de NGC 1060. Outre IC 1823 et NGC 1060, les autres du groupe sont les galaxies 2174, 2192, 2222 et 2225 du catalogue UGC.